# Ha Isten úgy akarja
A Ha Isten úgy akarja (eredeti cím: Se Dio vuole) 2015-ben bemutatott olasz film, amelyet Edoardo Falcone rendezett.
A forgatókönyvet Edoardo Falcone és Marco Martani írta. A producere Lorenzo Mieli. A főszerepekben Marco Giallini, Alessandro Gassmann, Laura Morante, Ilaria Spada és Edoardo Pesce láthatók. A film zeneszerzője Carlo Virzì. A film gyártója a Wildside és a Rai Cinema, forgalmazója a 01 Distribution. Műfaja filmvígjáték. 
Olaszországban 2015. április 9-én, Magyarországon 2016. január 21-én mutatták be a mozikban.

## Szereplők
| Szereplő    | Színész             | Magyar hang      |
| ----------- | ------------------- | ---------------- |
| Tommaso     | Marco Giallini      | Csuja Imre       |
| Pietro atya | Alessandro Gassmann | Jakab Csaba      |
| Carla       | Laura Morante       | Spilák Klára     |
| Bianca      | Ilaria Spada        | Kokas Piroska    |
| Gianni      | Edoardo Pesce       | Seder Gábor      |
| Andrea      | Enrico Oetiker      | Moser Károly     |
| Pizzuti     | Carlo De Ruggieri   | Galbenisz Tomasz |
| Fratta      | Alex Cendron        | Elek Ferenc      |
| Rosa        | Giuseppina Cervizzi | Bognár Anna      |
| Xenia       | Silvia Munguia      | Bessenyei Emma   |